# Crescente (araldica)
Crescente è un termine utilizzato in araldica per indicare il quarto di luna.

## Descrizione
Le punte del crescente si chiamano corna. A seconda della loro posizione, il crescente può essere detto:
- volto o voltato quando le punte sono rivolte verso il fianco destro;
- montante quando le punte sono rivolte al capo;
- rivolto o rivoltato quando le punte sono rivolte verso il fianco sinistro;
- riversato o rovesciato quando le punte guardano la parte inferiore dello scudo.

Fra gli autori non c'è accordo su quale sia la posizione ordinaria, quindi da non blasonare: secondo alcuni si tratta del crescente volto, mentre secondo il Volpicella si tratta del crescente montante, come avviene nell'araldica francese ed occitana
I crescenti possono assumere particolari ordinazioni, in cui le posizioni rispettive non si blasonano perché sottintese dall'ordinazione: per esempio, se due crescenti sono addossati, s'intende che il primo a destra è volto e il secondo, quello di sinistra, è rivolto, perché solo in questo modo essi possono darsi il dorso; e così via.
Il crescente che porta un profilo femminile è detto figurato, ma è in genere preferito, in questo caso, il termine mezzaluna.
Il termine crescente è preferito al simile mezzaluna perché, nel linguaggio figurato e simbolico del blasone, spesso rappresenta l'auspicato accrescimento delle fortune del titolare dello stemma o della sua famiglia.
Il crescente è comunissimo nel blasone italiano. Una delle famiglie più importanti ad averlo portato sono i Piccolomini di Roma.

D'argento alla croce d'azzurro, caricata di cinque crescenti montanti d'oro (blasone della famiglia Piccolomini)
Crescente montante (Kleindietwil, Svizzera
Crescente rivolto (Appiano sulla Strada del Vino)
Crescente rivolto (Cortaillod, Svizzera)
Crescente (Oron-la-Ville, Svizzera)
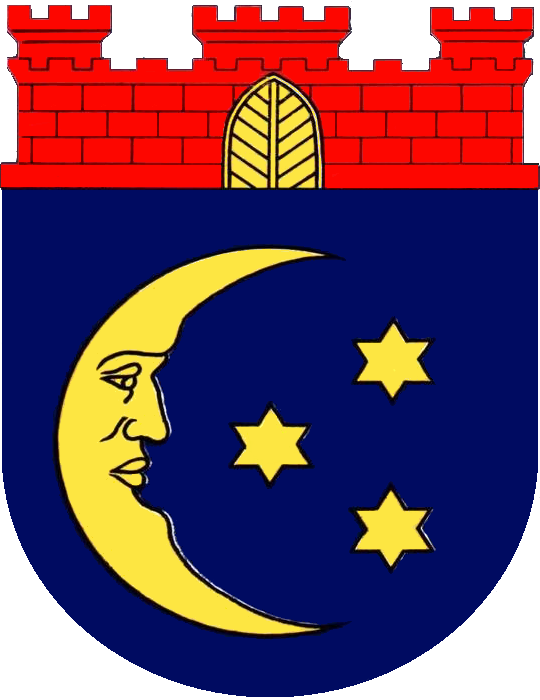
Crescente figurato rivolto (Grabow, Germania)
D'azzurro, a tre crescenti d'argento intrecciati (Crécy-la-Chapelle, Francia)
Crescente montante d'oro (Vernazza)